# Edis Tatli
Edis Tatli (* 13. August 1987 in Prizren, SFR Jugoslawien) ist ein finnischer Profiboxer kosovarischer Herkunft und zweifacher EBU-Europameister im Leichtgewicht.

## Amateurkarriere
Edis Tatli bestritt seinen ersten Amateurkampf 2001 im finnischen Turku. 2004 und 2005 wurde er finnischer Meister, gewann 2004 die nordischen Juniorenmeisterschaften in Schweden und war Teilnehmer der Junioren-Europameisterschaften 2005 in Estland.

## Profikarriere
2007 bestritt er in Helsinki seinen ersten Profikampf. Nach 18 Siegen in Folge, schlug er im Dezember 2012 den Italiener Paolo Gassani beim Kampf um den EU-Titel der EBU im Leichtgewicht. In seinem nächsten Kampf im März 2013, besiegte er zudem den Spanier Felix Lora und wurde dadurch interkontinentaler Meister der WBA. Den Titel konnte er zweimal verteidigen, darunter im Dezember 2013 gegen Mzonke Fana.
Am 20. September 2014 boxte er in Helsinki um den Weltmeistertitel der WBA im Leichtgewicht, verlor aber durch Mehrheitsentscheidung der Punktrichter gegen den kubanischen Titelträger Richard Abril.
Am 25. April 2015 schlug er den Franzosen Yvan Mendy und gewann den vakanten EBU-Europameistertitel im Leichtgewicht. 2016 verteidigte er den Titel jeweils gegen Massimiliano Ballisai, Cristian Morales und Manuel Lancia. Im Mai 2017 verlor er den Gürtel durch eine knappe Punktniederlage an Francesco Patera, gewann den Titel jedoch beim Rückkampf im Dezember 2017 zurück. Eine Titelverteidigung gewann er am 11. August 2018 gegen Frank Urquiaga.
Am 20. April 2019 verlor er in New York City durch K. o. in der fünften Runde gegen Teófimo López.

## Auszeichnungen
- 2016: EBU Boxer des Jahres